# Фонд Тибета
Фонд Тибета (англ. The Tibet Fund) – некоммерческая организация 501(c)(3), базирующаяся в городе Нью-Йорк, штат Нью-Йорк, США.
Основанный в 1981 году под эгидой Далай-ламы, Фонд Тибета является основной организацией, финансирующей программы здравоохранения, образования, реабилитации беженцев, сохранения культуры и экономического развития, которые позволяют тибетцам в изгнании и на своей родине поддерживать свой язык, культуру и национальную идентичность.
В своей работе Фонд Тибета руководствуется следующими приоритетами:
- Поддерживать программы здравоохранения, образования, реабилитации беженцев, сохранения религиозных и культурных ценностей, сообщества и экономического развития, которые позволяют тибетцам процветать в современном мире;
- Помощь Центральной Тибетской Администрации в возрождении тибетских поселений в Индии, Непале и Бутане;
- Создание условий в которых тибетская культура и самобытность остается яркой частью нашего глобального наследия;
- Создание каналов через которые доноры могли бы общаться с отдельными тибетскими детьми, монахами, монахинями и пожилыми людьми;
- Повышение осведомлённости о достижениях тибетского народа за последние 50 лет.

История Тибетского Фонда - это история стойкости и изобретательности тибетского народа в течение десятилетий потрясений и изгнания. Это история выживания и сохранения культуры и национальной идентичности.
Организация тесно сотрудничает с департаментами финансов, здравоохранения, образования, дома, религии и культуры Центральной тибетской администрации (ЦТА) в Дхарамсале, Индия, для реализации программ для более чем 120 000 беженцев, проживающих в поселениях и разрозненных общинах в Индии, Непале, и Бутане . По мере того как тибетцы продолжают покидать Тибет и присоединяться к сообществу изгнанников, ресурсы и без того переполненной системы помощи с переселением истощаются до предела. Возможности трудоустройства в поселениях ограничены, что вынуждает семьи покидать свои дома на месяцы в поисках альтернативных источников дохода. Заботясь о долгосрочной устойчивости сообщества изгнанников, Фонд Тибета работает над поддержкой программ, которые улучшат экономические перспективы беженцев и будут способствовать сплоченности сообщества.
Фонд Тибета управляет крупным ежегодным грантом от Государственного департамента США по вопросам народонаселения, беженцев и миграции для оказания гуманитарной помощи с 1991 года и финансируемой Государственным департаментом программы стипендий для тибетцев (Tibetan Scholarship Program "TSP") с 1989 года. TSP позволил 380 тибетским студентам учиться в некоторых из лучших американских университетов и колледжей и вернуться, чтобы служить сообществу изгнанников в качестве должностных лиц в ЦТА, а также в качестве преподавателей, медицинских работников, руководителей бизнеса и руководителей местных общественных организаций. Обе эти грантовые программы оказывают значительное влияние на способность беженцев к процветанию и создают модель переселения, которая считается выдающимся примером для других групп населения, сталкивающихся с долгосрочным перемещением со своей родины.
Кроме того, при поддержке многих людей и фондов Фонд Тибета профинансировал многочисленные инфраструктурные и учебные проекты - жилищное строительство, компьютерные лаборатории, солнечная энергия, сельское хозяйство, ирригация и санитария - на протяжении многих лет, которые улучшили условия и обновили технологические ресурсы а также профессиональные навыки в поселках и школах.
В 1994 году Фонд Тибета инициировал программу помощи Тибету для поиска решений неудовлетворенных потребностей тибетцев в области здравоохранения, образования и экономического развития. Работая с международными и тибетскими низовыми организациями, фонд поддерживает детские дома, глазные клиники и удаленные глазные лагеря, оказывает чрезвычайную помощь в случае стихийных бедствий и продвигает культурные и образовательные программы, которые значительно улучшают качество жизни тысяч маргинализированных тибетцев. Фонд Тибета предлагает стипендии для поступающей в колледж тибетской молодежи, у которой нет ресурсов для получения высшего образования в Тибете, и он провел программу обучения английскому языку и профессиональной подготовки в Тибете и США при поддержке Государственного департамента США.
Действующим президентом Фонда Тибета с 2017 года является Лобсанг Ньяндак.